# قط تنكيني

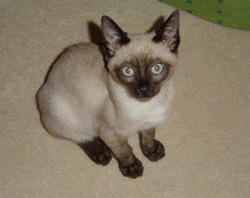

القط التُنْكِينيّ (نسبة إلى مدينة تُنكين) (بالإنجليزية: Tonkinese)‏ (نقحرة: تونكينيز) ولد هذا القط من تهجين القط البورمي مع السيامي. وهو متوسط الحجم، ذو فراء ناعم بألوان محددة في الجسم، مثل القط السيامي. وله عدد من الألوان، التي تتراوح بين ألوان البورمي والسيامي.

## الوصف
وهذه السلالة متوسطة الحجم ولكنها شديدة الذكاء، نشطة ودائمة الانتباه؛ ولها جسد جيد البناء ثقيل الوزن، فالأنثى تزن من 6 إلى 8 أرطال، والذكر من 8 إلى 10 أرطال. والرأس وتدية الشكل، والخطم مستدير مزود بشوارب كبيرة، والعينان واسعتان بيضويتان، يراوح لونهما بين الأزرق والأخضر الذهبي. والفراء ذو شعر قصير نائم على الجسد، وله ملمس حريري رائع.

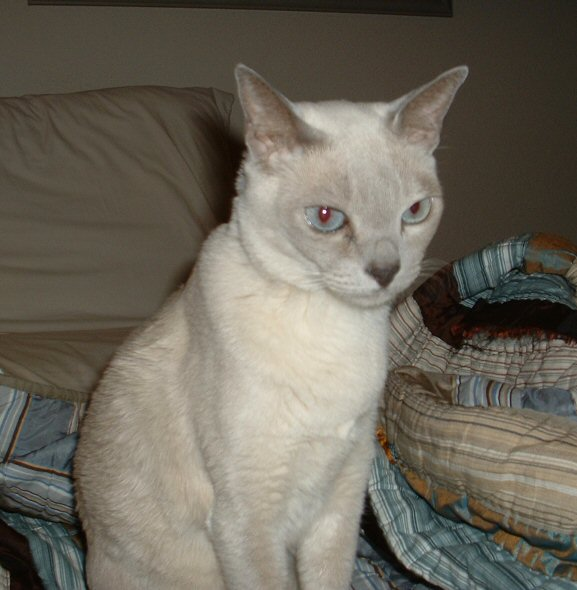
بلتنيوم منيك التنكيني

- ويأتي اللون في هذه السلالة على أشكال ثلاثة:

1. قطط ذات أطراف ملونة (الأرجل ـ الوجه ـ الذيل) مثل السيامي.
2. قطط لون فرائها كالمنك: ويكون التباين بين لون الأطراف والجسم ضعيفاً. ويكون اللون وسطاً بين السيامي والبورمي.
3. وحيد اللون: يكون التباين أكثر ضعفاً بين الأطراف ولون الجسم، مثل لون القط البورمي.

والقط التنكيني رقيق الطباع والشخصية، وهو اجتماعي محب للمرح واللهو خاصة مع أصحابه، ويتميز بالذكاء وحب الاستطلاع. وهو عنيد صعب التعليم، ولكنه عندما يتعلم لا ينسى ما تعلمه. وهو يحب الالتصاق بالإنسان، ويخرخر كثيراً ليلفت إليه الأنظار طلباً للحب والمداعبة.